# Slowakisches Mittelgebirge
Koordinaten: 48° 30′ N, 19° 0′ O

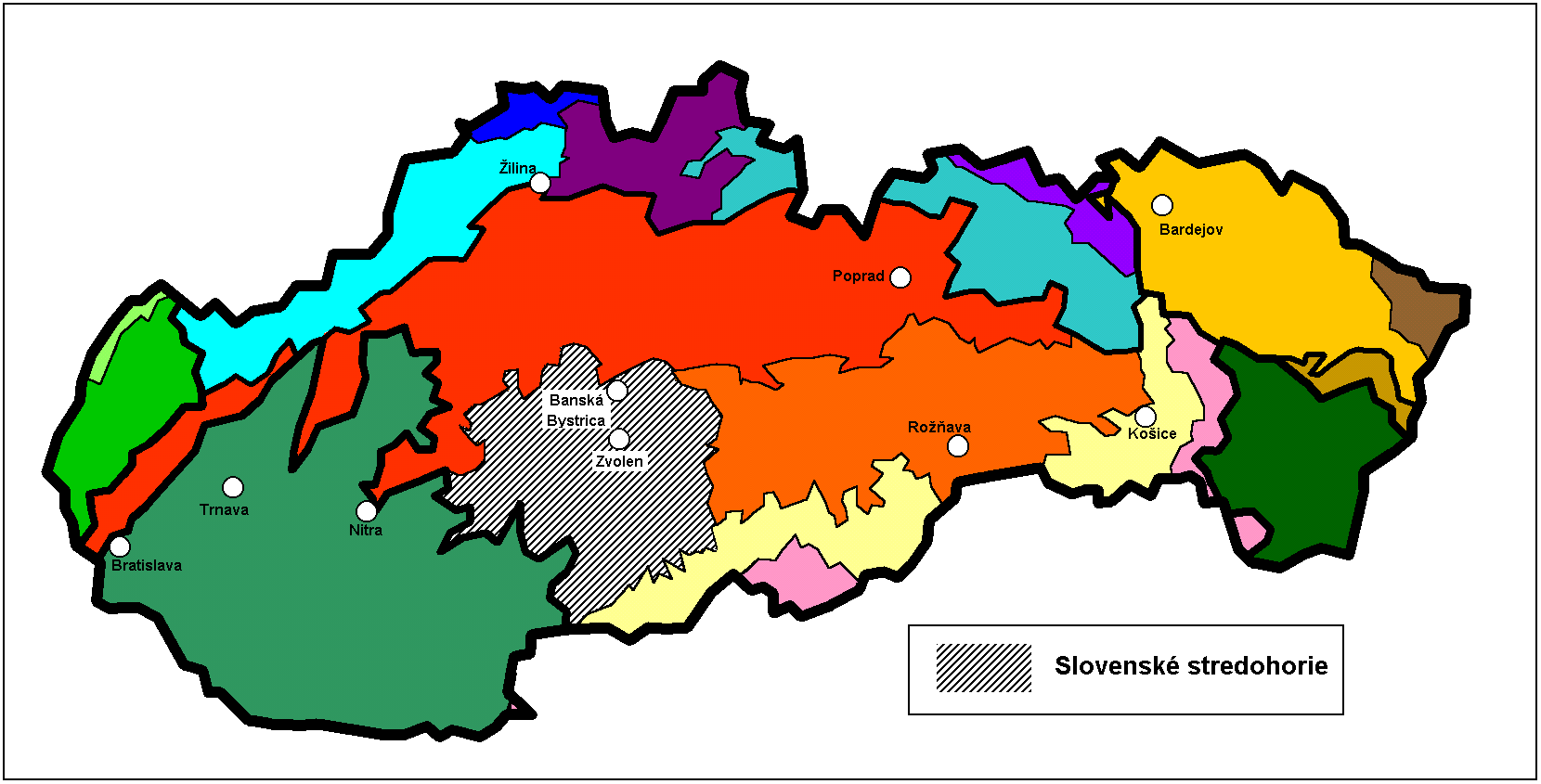
Das Slowakische Mittelgebirge innerhalb der Geomorphologischen Einteilung der Slowakei

Das Slowakische Mittelgebirge (slow. Slovenské stredohorie) ist eine Gebirgsgruppe im Süden der mittleren Slowakei von etwa 70 × 80 km. Es stellt in erster Linie eine geomorphologische Einheit dar, denn im alltäglichen Gebrauch ist der Begriff von geringerer Bedeutung. Etwa im Zentrum liegt die Stadt Zvolen (Altsohl), am Nordrand die Bergbau- und Universitätsstadt Banská Bystrica (Neusohl).
Das Slowakische Mittelgebirge ist Teil der Inneren Westkarpaten. Es wird begrenzt
- im Nordwesten und Norden vom Fatra-Tatra-Gebiet,
- im Osten vom Slowakischen Erzgebirge (Slovenské rudohorie),
- im Südosten vom Juhoslovenská kotlina (Südslowakischer Kessel) und
- im Südwesten vom Pannonischen Becken.

Die Gebirgsgruppe wird in folgende geomorphologische Untereinheiten eingeteilt:
- Vtáčnik (Vogelgebirge),
- Pohronský Inovec,
- Štiavnické vrchy (Schemnitzer Berge),
- Kremnické vrchy (Kremnitzer Berge),
- Poľana,
- Ostrôžky,
- Javorie,
- Krupinská planina,
- Zvolenská kotlina,
- Pliešovská kotlina,
- Žiarska kotlina.

Höchste Erhebung ist die Poľana mit 1458 m.
In der Gebirgsgruppe bestehen drei weiträumige Naturschutzgebiete – Landschaftsschutzgebiete Poľana, Ponitrie und Štiavnické vrchy.